# Liste des footballeurs ayant remporté la Ligue des champions de l'UEFA et la Coupe d'Afrique des nations
Dans l'histoire du football, 12 joueurs ont remporté à la fois la C1 et la CAN dans leur carrière. Le premier joueur à réaliser ce doublé fut le joueur algérien Rabah Madjer, remportant la C1 en 1987 avec le FC Porto puis la CAN en 1990 avec l'Algérie.
Un seul joueur remporte ces deux compétitions majeures la même année .

## Liste complète
Les 12 joueurs suivant ont gagné ces deux compétitions majeures :
| Joueur vainqueur de la Coupe d'Afrique des nations de football | Année(s) CAN | Pays          | Année(s) LDC     | Clubs                   |
| -------------------------------------------------------------- | ------------ | ------------- | ---------------- | ----------------------- |
| Abedi Pelé                                                     | 1982         | Ghana         | 1993             | Olympique de Marseille  |
| François Omam-Biyik                                            | 1988         | Cameroun      | 1993             | Olympique de Marseille  |
| Rabah Madjer                                                   | 1990         | Algérie       | 1987             | FC Porto                |
| Finidi George                                                  | 1994         | Nigeria       | 1995             | Ajax Amsterdam          |
| Geremi Njitap                                                  | 2000, 2002   | Cameroun      | 2000, 2002       | Real Madrid             |
| Samuel Eto'o                                                   | 2000, 2002   | Cameroun      | 2006, 2009, 2010 | Barcelone / Inter Milan |
| John Obi Mikel                                                 | 2013         | Nigeria       | 2012             | Chelsea                 |
| Yaya Touré                                                     | 2015         | Côte d'Ivoire | 2009             | Barcelone               |
| Salomon Kalou                                                  | 2015         | Côte d'Ivoire | 2012             | Chelsea                 |
| Riyad Mahrez                                                   | 2019         | Algérie       | 2023             | Manchester City         |
| Sadio Mané                                                     | 2021 (2022)  | Sénégal       | 2019             | Liverpool FC            |
| Édouard Mendy                                                  | 2021 (2022)  | Sénégal       | 2021             | Chelsea                 |

### Joueur qui a remporté la C1 et la CAN la même année
Le seul qui a remporté les deux compétitions la même année :
| Joueur        | Année      |
| ------------- | ---------- |
| Geremi Njitap | 2000, 2002 |

## Bilan

### Par pays
| Pays          | Nombre de victoires |
| ------------- | ------------------- |
| Cameroun      | 3                   |
| Côte d'Ivoire | 2                   |
| Nigeria       | 2                   |
| Sénégal       | 2                   |
| Algérie       | 2                   |
| Ghana         | 1                   |